# Tringa
Tringa – rodzaj ptaków z podrodziny brodźców (Tringinae) w obrębie rodziny bekasowatych (Scolopacidae).

## Zasięg występowania
Rodzaj obejmuje gatunki występujące w Eurazji i Ameryce Północnej.

## Morfologia
Długość ciała 18–41 cm, rozpiętość skrzydeł 54–74 cm; masa ciała 31–375 g.

## Systematyka

### Etymologia
- Tringa: średniowiecznołac. tringa nazwa nadana samotnikowi przez Ulissesa Aldrovandiego w 1599 roku, od gr. τρυγγας trungas „wielkości drozda, białozady brodzący ptak, machający ogonem”, wspomniany przez Arystotelesa, dalej nie zidentyfikowany, ale przez późniejszych autorów identyfikowany jako bekas, pliszka lub pluszcz[23].
- Totanus: epitet gatunkowy Scolopax totanus Linnaeus, 1758; wł. nazwa Tótano dla krwawodzióba (por. hindi nazwa Tantanna dla kwokacza)[23]. Gatunek typowy: Scolopax totanus Linnaeus, 1758.
- Ochropus: epitet gatunkowy Tringa ochropus Linnaeus, 1758; gr. ωχρος ōkhros „jasnożółty”; πους pous, ποδος podos „noga”[23]. Nomen nudum.
- Glottis: epitet gatunkowy Scolopax glottis Latham, 1787; łac. glottis, glottidis „nieznany ptak”, różnie identyfikowany, od gr. γλωττις glōttis, γλωττιδος glōttidos „wędrowny ptak nawiedzający jezioro” wspomniany przez Arystotelesa, dalej niezidentyfikowany[23]. Gatunek typowy: Scolopax glottis Latham, 1787 (= Scolopax nebularia Gunnerus, 1767).
- Limicula: łac. limicola „mieszkaniec błota”, od limus, limi „błoto”; -cola „mieszkaniec”, od colere „mieszkać”[23]. Gatunek typowy: Scolopax glottis Latham, 1787 (= Scolopax nebularia Gunnerus, 1767).
- Catoptrophorus: gr. κατοπτρον katoptron „lustro”; φορος phoros „noszący”, od φερω pherō „nosić”[23]. Gatunek typowy: Scolopax semipalmata J.F. Gmelin, 1789.
- Carites: etymologia niejasna, nieznane gr. słowo καριτης karitēs[23]. Gatunek typowy: Scolopax erythropus Pallas, 1764.
- Nea: gr. νεω neō „pływać”[23]. Gatunek typowy: Scolopax glottis Latham, 1787 (= Scolopax nebularia Gunnerus, 1767).
- Erythroscelus: gr. ερυθρος eruthros „czerwony”; σκελος skelos „noga”[23]. Gatunek typowy: Scolopax erythropus Pallas, 1764.
- Gambetta: bolońska (włoska) nazwa Gambetta dla jakiegoś rodzaju biegusa (Aldrovandi, 1599), od łac. gamba „noga”, prawdopodobnie od gr. καμπη kampē „pochylać się”[23]. Gatunek typowy: Scolopax totanus Linnaeus, 1758; młodszy homonim Gambetta Koch, 1816 (Scolopacidae).
- Helodromas: gr. ἑλος helos „bagno”; δρομας dromas „bieganie”, od τρεχω trekhō „biegać”[23]. Gatunek typowy: Tringa ochropus Linnaeus, 1758.
- Hodites: gr. ὁδιτης hoditēs „podróżnik”, od ὁδος hodos „podróż, droga”[23]. Gatunek typowy: Scolopax semipalmata J.F. Gmelin, 1789.
- Iliornis (Ilyornis): gr. ιλυς ilus, ιλυος iluos „błoto, szlam”; ορνις ornis, ορνιθος ornithos „ptak”[23]. Gatunek typowy: Totanus stagnatilis Bechstein, 1803.
- Rhyacophilus: gr. ῥυαξ rhuax, ῥυακος rhuakos „strumień, wezbrany potok”, od ῥεω rheō „płynąć”; φιλος philos „miłośnik”[23]. Gatunek typowy: Tringa glareola Linnaeus, 1758.
- Heteroscelus: gr. ἑτεροσκελης heteroskelēs „z nierównymi nogami”, od ἑτερος heteros „różny”; σκελος skelos „noga”[23]. Gatunek typowy: Totanus brevipes Vieillot, 1816.
- Pseudototanus: gr. ψευδος pseudos „fałszywy”; rodzaj Totanus Bechstein, 1803[23]. Gatunek typowy: Totanus guttifer Nordmann, 1835.
- Heteractitis: gr. ἑτερος heteros „różny, inny, dziwny”; rodzaj Actitis Illiger, 1811 (brodziec)[23]. Gatunek typowy: Scolopax incana J.F. Gmelin, 1789.
- Pseudoglottis: gr. ψευδος pseudos „fałszywy”; rodzaj Glottis Koch, 1816[23]. Gatunek typowy: Totanus guttifer Nordmann, 1835.
- Aegialodes: gr. αιγιαλωδης aigialōdēs „bywając przy brzegu”, od αιγιαλος aigialos „plaża, brzeg morza”[23]. Nowa nazwa dla Gambetta Kaup, 1829.
- Neoglottis: gr. νεος neos „nowy”; rodzaj Glottis Koch, 1816[23]. Gatunek typowy: Scolopax melanoleuca J.F. Gmelin, 1789.

### Podział systematyczny
Do rodzaju należą następujące gatunki:
- Tringa ochropus Linnaeus, 1758 – samotnik
- Tringa solitaria A. Wilson, 1813 – brodziec ciemnorzytny
- Tringa brevipes (Vieillot, 1816) – brodziec szary
- Tringa incana (J.F. Gmelin, 1789) – brodziec alaskański
- Tringa stagnatilis (Bechstein, 1803) – brodziec pławny
- Tringa totanus (Linnaeus, 1758) – krwawodziób
- Tringa glareola Linnaeus, 1758 – łęczak
- Tringa flavipes (J.F. Gmelin, 1789) – brodziec żółtonogi
- Tringa erythropus (Pallas, 1764) – brodziec śniady
- Tringa nebularia (Gunnerus, 1767) – kwokacz
- Tringa melanoleuca (J.F. Gmelin, 1789) – brodziec piegowaty
- Tringa semipalmata (J.F. Gmelin, 1789) – błotowiec
- Tringa guttifer (von Nordmann, 1835) – brodziec nakrapiany